# ジャック・ハマー (ソングライター)
ジャック・ハマー (Jack Hammer) という筆名で知られた、アール・ソロモン・バロウズ（Earl Solomon Burroughs、1925年9月16日 - 2016年4月8日）は、アメリカ合衆国のピアニスト、歌手、ソングライターで、「火の玉ロック (Great Balls of Fire)」の共作者のひとり。

## 経歴
バロウズは、ニューオーリンズに生まれたが、カリフォルニア州で育った。1950年代はじめに、ニューヨークに移り住み、ベイビー・グランド劇場 (Baby Grand Theatre) で司会者の仕事に就いた。やがて、曲を書くようになり、その最も初期の作品のひとつだった「フジヤマ・ママ (Fujiyama Mama)」は、アニスティーン・アレンやエイリーン・バートンが取り上げ、さらに数年後にはワンダ・ジャクソンが歌った。「ジャック・ハマー」という筆名を使うようになってからは、「Rock 'n' Roll Call」を書き、ザ・トレニアーズやルイ・ジョーダンがこれを取り上げた。1950年代半ばには、自身の演奏でもシングルを吹き込み、デッカ・レコードから「Football Rock」などを、ルーレット・レコードから「Girl Girl Girl」を出した。
ハマーは、「火の玉ロック」を書き、ソングライターのポール・ケイス (Paul Case) に渡したが、ケイスは曲名を気に入ったものの作品自体は気に入らなかった。ケイスはこの曲のアイデアをオーティス・ブラックウェルに伝え、この曲名で新たな曲を書いて、映画『ジャンボリー (Jamboree)』に使うよう依頼し、ハマーには著作権使用料の半分を渡すと取り決めた。出来上がった曲は、ジェリー・リー・ルイスが吹き込んで、ヒットした。ハマーは、ザ・キャディラックスのヒット曲「Peek-A-Boo」も書いた。ハマーが書いた作品の大部分は、アール・バロウズ (Earl Burrows)、アーリー・S・バロウズ (Early S. Burrows)、ジョージ・ストーン (George Stone)、T・T・タイラー (T.T. Tyler) など、.様々に異なる筆名でクレジットされていた。彼が書いた「Plain Gold Ring」は、ニーナ・シモンの1958年のデビュー・アルバム『Little Girl Blue』に収録され、後にはニック・ケイヴやキンブラらによっても歌われた。
1960年には、LP『Rebellion - Jack Hammer Sings and Reads Songs and Poems of the Beat Generation』が、ウォリック・レコードからリリースされた。同年、プラターズのリード・ボーカルだったトニー・ウィリアムスがグループを離れてソロに転じた際には、ハマーは歌手としてプラターズとともに演奏するようになり、吹き込みも行なって、自身の楽曲の提供もした。翌年、ハマーはパリに赴き、キャバレーでサミー・デイヴィスJr.やチャック・ベリーのモノマネなどを演じるようになり、その後、ベルギーへ移った。ベルギーでは、一連のツイストの曲を何曲も吹き込み、その中のひとつ「Kissin' Twist」は、ベルギー、西ドイツ、フランス、スウェーデンで大ヒットとなった。ダンスも巧みだったハマーは、ヨーロッパで「The Twistin' King（ツイストの王様）」として有名になり、そこからタイトルをとった『The Twistin' King』というLPもリリースした。イギリスでは、アルバムのタイトルは『Hammer + Beat = Twist』と変更され、オリオール・レコードからリリースされた。その後さらに西ドイツへ移ったハマーは、米軍基地などでパフォーマンスを続けた。
1970年代半ば、ハマーはアメリカ合衆国へ戻り、一時はジミ・ヘンドリックスの伝記映画で主役のヘンドリックス役を務めるという話も持ち上がったが、これは立ち消えとなった。ハマーはブロードウェイ・シアターの『Bubblin' Brown Sugar』に1976年2月から1977年12月まで出演した。
晩年はハリウッドに住んでいて2016年4月8日に死去した。